# Camp de Ger
 (février 2011).
Si vous disposez d'ouvrages ou d'articles de référence ou si vous connaissez des sites web de qualité traitant du thème abordé ici, merci de compléter l'article en donnant les références utiles à sa vérifiabilité et en les liant à la section « Notes et références ».

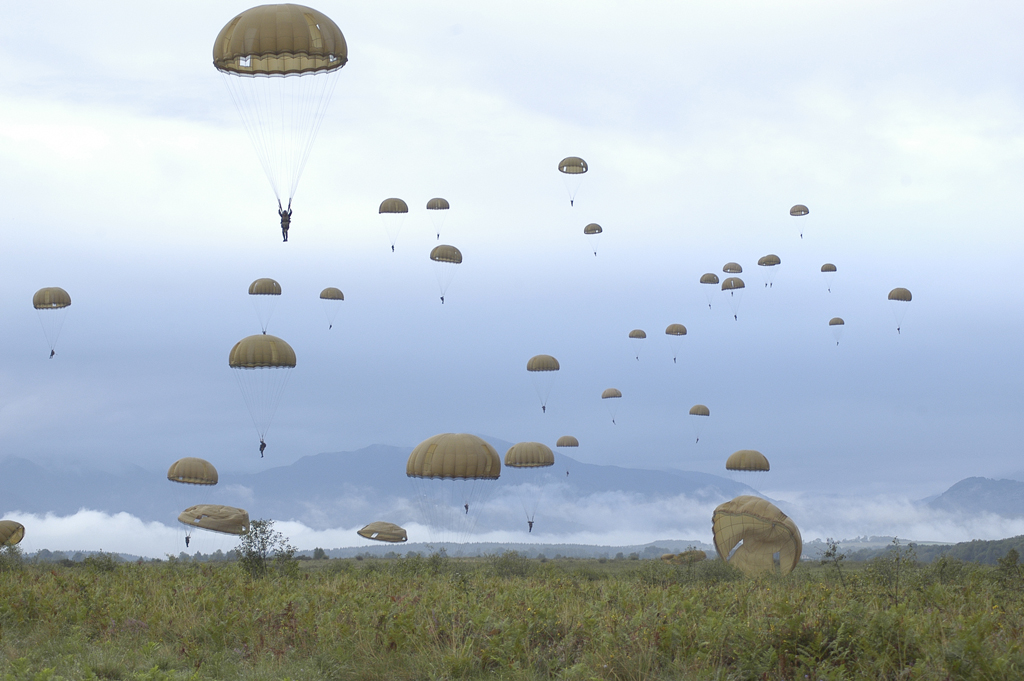
Saut en parachute sur la zone de Ger (1er RHP).

Le camp de Ger, ses champs de tir et zones de saut, sont des terrains militaires de l'Armée de terre française situés dans les Pyrénées-Atlantiques et les Hautes-Pyrénées, en France.
Créé en 1870, avec 800 ha de terrain, dont 40 hectares de camp bâti, le camp de Ger est un espace collectif d'instruction de l'Armée de terre, géré par le 1er régiment de hussards parachutistes. Il sert actuellement à l'instruction des unités militaires françaises. On y tire de l'armement léger d'infanterie jusqu'au mortier de 120 mm. Il possède également deux zones de saut, ger azet la plus grande de France avec 3 200 m de long et ger riu tort.
Le camp de Ger est situé à cheval sur deux départements, les Hautes-Pyrénées et les Pyrénées-Atlantiques, et donc sur les régions Occitanie et Nouvelle-Aquitaine. Le camp bâti, quartier adjudant-chef Dartencet, se situe sur la commune de Ger, mais le camp se partage également entre les communes d'Ibos, Azereix et Ossun.